# The Thief of Bagdad (1940)
The Thief of Bagdad is een Britse avonturenfilm uit 1940 onder regie van Ludwig Berger, Michael Powell en Tim Whelan. Destijds werd de film in het Nederlandse taalgebied uitgebracht onder de titel De dief van Bagdad.

## Verhaal
Abu maakt kennis met een man die beweert dat hij de ware prins van Bagdad is. Hij is aan zijn lot overgelaten door de boze grootvizier Jaffar, die wil trouwen met de prinses. Hij houdt de kinderlijke koning daarom tevreden met cadeautjes. Abu en de prins werken samen om een stokje te steken voor de plannen van Jaffar.

## Rolverdeling
| Acteur         | Personage                |
| -------------- | ------------------------ |
| Conrad Veidt   | Jaffar                   |
| Sabu           | Abu                      |
| June Duprez    | Prinses                  |
| John Justin    | Ahmad                    |
| Rex Ingram     | Geest                    |
| Miles Malleson | Sultan                   |
| Morton Selten  | Oude Koning              |
| Mary Morris    | Halima / Zesarmige vrouw |
| Bruce Winston  | Koopman                  |
| Hay Petrie     | Sterrenwichelaar         |
| Adelaide Hall  | Zangeres                 |
| Roy Emerton    | Gevangenbewaarder        |
| Allan Jeayes   | Verteller                |